# Svenska mästerskapen i längdskidåkning 2022
Svenska mästerskapen i längdskidåkning 2022 arrangerades mellan den 23 och 28 mars 2022 i Piteå som en del av SM-veckan 2022.

## Medaljöversikt och resultat
| Tävling               | Guld                                                               | Guld      | Silver                                                      | Silver  | Brons                                                        | Brons   |
| --------------------- | ------------------------------------------------------------------ | --------- | ----------------------------------------------------------- | ------- | ------------------------------------------------------------ | ------- |
| Damer                 |                                                                    |           |                                                             |         |                                                              |         |
| 10 km (K)             | Frida Karlsson Sollefteå Skidor IF                                 | 27.07,3   | Ebba Andersson Piteå Elit SK                                | +7,3    | Charlotte Kalla Piteå Elit SK                                | +27,7   |
| 15 km masstart (F)    | Charlotte Kalla Piteå Elit SK                                      | 37.31,5   | Frida Karlsson Sollefteå Skidor IF                          | +0,4    | Ebba Andersson Piteå Elit SK                                 | +0,5    |
| Sprint (F)            | Jonna Sundling                                                     | 2.56,47   | Johanna Hagström                                            | 2.57,07 | Emma Ribom                                                   | 2.58,47 |
| Stafett 3 x 5 km (F)  | Piteå Elit SK, lag 1 Charlotte Kalla Ebba Andersson Jonna Sundling | 33.57,7   | Piteå Elit SK, lag 2 Emma Ribom Sofia Henriksson Lisa Vinsa | +2.13,6 | IFK Umeå Ebba Stenman Magdalena Nilsson Elina Rönnlund       | +2.28,0 |
| 30 km (K)             | Ebba Andersson Piteå Elit SK                                       | 1:29.35,1 | Jonna Sundling Piteå Elit SK                                | +1.19,9 | Charlotte Kalla Piteå Elit SK                                | +1.53,2 |
| Herrar                |                                                                    |           |                                                             |         |                                                              |         |
| 15 km (K)             | Calle Halfvarsson Sågmyra SK                                       | 37.15,8   | Björn Sandström Piteå Elit SK                               | +44,5   | William Poromaa Åsarna IK                                    | +1.08,8 |
| 30 km masstart (F)    | William Poromaa Åsarna IK                                          | 1:12.53,1 | Björn Sandström Piteå Elit SK                               | +1.12,9 | Eric Rosjö IFK Mora                                          | +2.09,7 |
| Sprint (F)            | Edvin Anger                                                        | 2.42,83   | Erik Silfver                                                | 2.46,8  | George Ersson                                                | 2.46,9  |
| Stafett 3 x 10 km (F) | Åsarna IK Marcus Ruus Jens Burman Edvin Anger                      | 1:03.28,1 | IFK Mora Gustaf Berglund Axel Ekström Eric Rosjö            | +1,1    | Falun Borlänge SK Anton Persson Leo Johansson Hugo Jacobsson | +13,5   |
| 50 km (K)             | Fredrik Andersson Piteå Elit SK                                    | 2:20.57,2 | Eric Rosjö IFK Mora                                         | +25,2   | Viktor Brännmark Piteå Elit SK                               | +41,5   |